# Paratypothorax andressorum
Il paratipotorace (Paratypothorax andressorum) è un rettile estinto, appartenente agli aetosauri. Visse nel Triassico superiore (Norico, circa 218 - 212 milioni di anni fa) e i suoi resti fossili sono stati ritrovati in Europa, Nordamerica e Groenlandia.

## Descrizione
Questo animale è noto principalmente per parti della corazza che ricopriva il dorso e la coda. Dal raffronto con animali simili (ad esempio Typothorax) si può ipotizzare che fosse un animale dal corpo largo e piatto, con un muso piccolo e con zampe posteriori diritte sotto il corpo e zampe anteriori verso l'esterno. Paratypothorax possedeva grandi scudi paramediani (che ricoprivano il dorso) molto larghi, simili a cinghie, che possedevano solchi e intaccature secondo uno sviluppo radiale. Come altri aetosauri simili, gli scudi laterali possedevano grandi spuntoni rivolti all'indietro e uncinati. La parte posteriore di ogni scudo era dotato di una sorta di nodosità prominente ed era sovrapposto a quello posteriore.

## Classificazione
Paratypothorax andressorum venne descritto per la prima volta nel 1985, sulla base di fossili ritrovati nel Stubensandstein inferiore in Germania; questi fossili furono rinvenuti nell'Ottocento, ma vennero attribuiti erroneamente a un fitosauro, all'epoca noto come Belodon kapffi. In realtà solo il cranio dell'animale era attribuibile al fitosauro (ora noto come Nicrosaurus), mentre gli altri fossili (costituiti da osteodermi) erano di un aetosauro senza nome. 

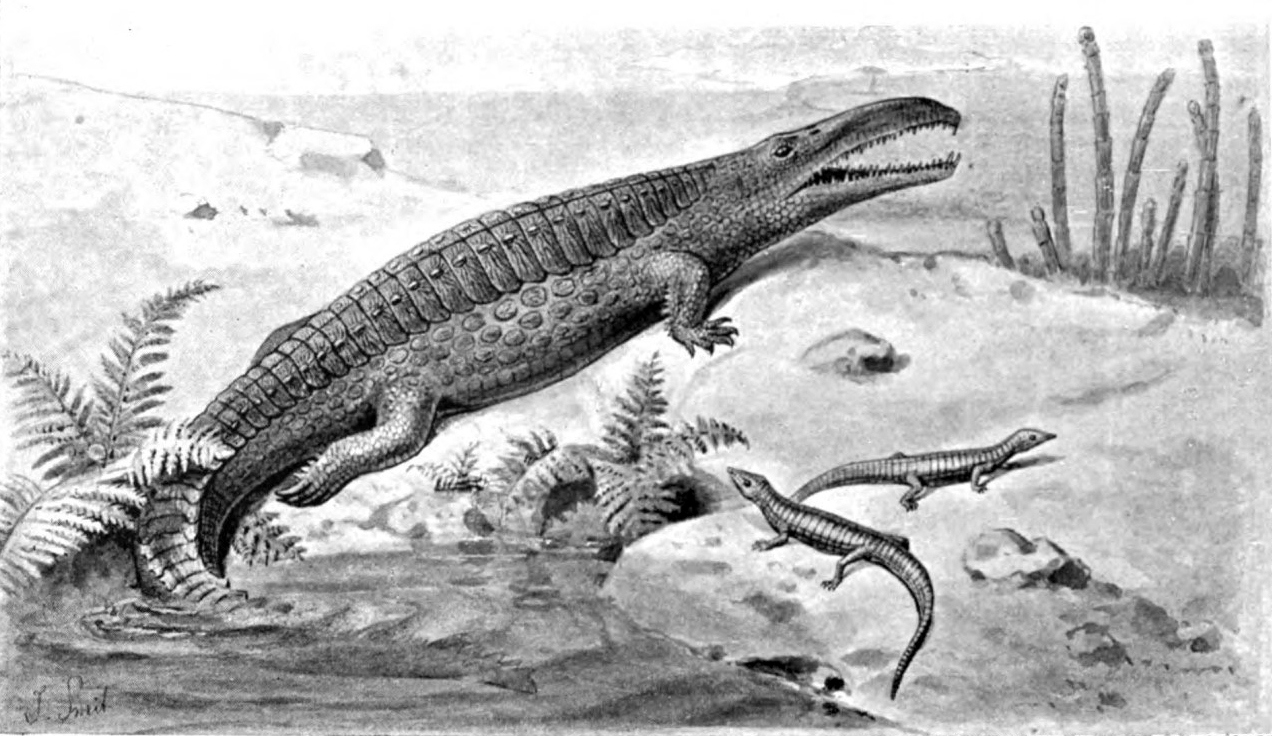
Antica ricostruzione, datata 1894, del fitosauro Belodon. Gli osteodermi che ricoprono il dorso sono in realtà appartenenti a Paratypothorax. Il cranio è attribuibile al fitosauro Nicrosaurus.

Nel 1985 la descrizione degli osteodermi e la corretta attribuzione agli aetosauri permisero di riconoscere un nuovo genere appartenente a questo gruppo. Altri fossili di Paraypothorax, osteodermi dalla caratteristica forma, vennero ritrovati nella formazione Chinle e nel gruppo Dockum degli Stati Uniti sudoccidentali (Arizona); materiale attribuito a Paratypothorax venne trovato anche nella formazione Fleming Fjord in Groenlandia (Jenkins et al., 1994).
Paratypothorax è considerato un membro specializzato degli aetosauri, arcosauri erbivori e corazzati tipici del Triassico. Un possibile stretto parente è Heliocanthus.